# Pronúncia catalana del llatí
La pronúncia catalana del llatí és la pronúncia històrica i tradicional del llatí entre els catalanoparlants en contexts religiosos, litúrgics, acadèmics i musicals. Com la resta de pronúncies regionals, afecta solament uns quants sons. A partir del segle xix i al llarg del segle xx, va anar essent substituïda per la pronúncia castellana, inicialment, i posteriorment per la romana (en context religiós i musical) i la clàssica reconstruïda (context acadèmic i escolar).

## Història
A l'antiguitat tardana, a mesura que el llatí parlat anava canviant, també anà canviant el llatí escrit, fins al punt d'esdevenir, potencialment, inintel·ligible d'un punt de vista del llatí clàssic. Això provocà que al segle ix, Carlemany promogués una revolució cultural i literària (el renaixement carolingi) per recuperar l'ús del llatí clàssic entre tots els clergues de l'Imperi. Aquesta revolució no afectà, però, l'ús oral, o, si més no, no amb tanta d'intensitat, i cada territori continuà pronunciant el llatí segons els hàbits lingüístics locals i regionals. Això inclou, naturalment, el territori del català, on el llatí desenvolupà també la seva pronúncia pròpia.
Amb tot, però, atesa la decadència de la llengua pel que fa als seus usos formals i a un increment dins l'estat espanyol d'unificar la pronúncia del llatí, al llarg de la segona meitat del segle xix la pronúncia catalana s'anà substituint per la castellana. D'aquesta substitució n'és testimoni el canonge mallorquí Antoni Maria Alcover, qui es planyia d'haver perdut la pronúncia pròpia i, per això, emprengué (1908) un projecte de reconstrucció i recuperació de la pronúncia catalana del llatí.
Els esforços d'Alcover per reinstaurar aquesta pronúncia veieren sorgir fruits. Així, cap al 1910 el bisbe Torras i Bages imposà la pronúncia catalana a tota la diòcesi de Vic, i a la diòcesi de Tortosa hi hagué una facció important, la Lliga de la Mare de Déu de la Cinta, que també perseguí aquest objectiu, malgrat que no fructificà i comportà l'expulsió del seminari conciliar de Joaquim i Joan Baptista Manyà, Tomàs Bellpuig i Rossend Cucala, a més del cessament de Manuel Rius com a director del col·legi de Sant Lluís Gonçaga i la suspensió per una setmana del canonge J. M. Bertran i Boixadors. Pel que fa a Mallorca, el mateix Alcover diu que, a banda d'ell mateix, hi hagué companys del Capítol que el seguiren.
El 1912, el papa Pius X donà instruccions a tota l'església d'estendre la pronúncia romana, que s'afegien a unes primeres recomanacions que havia estipulat el 1903. Aquestes instruccions de Roma tengueren, naturalment, un impacte en Alcover i la resta de religiosos impulsors de la pronúncia catalana. Alcover, descontent amb la pronúncia romana defensada pel papat però reconeguent que una pronúncia unificada seria beneficiosa, influït per la seva formació com a romanista, acabà per defensar (1920) la pronúncia històrica reconstruïda. El conat de recuperació de la pronúncia catalana finalment declinà, com també la pronúncia castellana, i s'imposà la pronúncia romana. El Concili Vaticà II, però, arraconà l'ús litúrgic del llatí, i això afavorí que s'estengués, dins el món acadèmic, la pronúncia històrica reconstruïda, que actualment és la dominant en instituts i universitats de l'àmbit català. En l'àmbit musical, el llatí litúrgic se sol cantar seguint la pronúncia romana, malgrat que existeix una pronúncia catalana per aquells textos produïts dins l'àmbit catalanòfon, a mig camí entre la pronúncia romana, la clàssica i la catalana.

## Taula d'equivalències
Principals diferències entre la pronúncia catalana, la castellana, la romana i la històrica reconstruïda:
| Lletra            | Exemple      | Reconstruïda | Catalana | Romana   | Castellana |
| ----------------- | ------------ | ------------ | -------- | -------- | ---------- |
| ae (æ)            | saepe, bonae | /aɪ̯/, /ae̯/   | /ɛ/, /e/ | /ɛ/, /e/ | /e/        |
| ce,i,ae,oe        | benedīcimus  | /k/          | /s/      | /tʃ/     | /θ/        |
| ge,i,ae,oe        | agimus       | /ɡ/          | /ʒ/      | /d͡ʒ/     | /x/        |
| gn                | magnum       | /gn/         | /gn/     | /ɲɲ/     | /gn/       |
| h                 | hominibus    | /h/ o muda   | muda     | muda     | muda       |
| j                 | Jēsūs        | /j/          | /ʒ/      | /j/      | /x/        |
| oe (œ)            | poena        | /oɪ̯/, /oe̯/   | /ɛ/, /e/ | /ɛ/, /e/ | /e/        |
| que,i,ae,oe       | quis         | /kw/         | /k/      | /kw/     | /k/        |
| s (intervocàlica) | rosa         | /s/          | /z/      | /s/, /z/ | /s/        |
| ss                | classis      | /sː/         | /s/      | /sː/     | /s/        |
| sce,i,ae,oe       | ascendit     | /sk/         | /sː/     | /ʃː/     | /sθ/       |
| ti+vocal          | nātiō        | /tɪ/         | /sj/     | /tsj/    | /θj/       |
| v                 | vēritās      | /w/          | /v/      | /v/      | /b/        |
| x                 | exāmen       | /ks/         | /ks/     | /ks/     | /ks/       |
| z                 | zōdiacus     | /dz/         | /z/      | /dz/     | /θ/        |
| oclusives finals  | sed, ab      | sonores      | sordes   | sonores  | sonores    |

A més del mateix Alcover, també realitzaren treballs per codificar i divulgar la pronúncia catalana tradicional els religiosos Tomàs Bellpuig, catedràtic del seminari de Tortosa, i Joan Aliberch, doctor en teologia i poeta.